# Conway Range
Conway Range är en bergskedja i Antarktis. Den ligger i Östantarktis. Australien gör anspråk på området.
Conway Range sträcker sig 25,3 kilometer i öst-västlig riktning. Den högsta toppen är Mount Keltie, 2 640 meter över havet.
Topografiskt ingår följande toppar i Conway Range:
- Mount Chalmers
- Mount Gniewek
- Kanak Peak
- Mount Keltie